# Youssef En-Nesyri
Youssef En-Nesyri   (Fes, 1 de juny de 1997) és un futbolista marroquí que juga com a davanter al Fenerbahçe SK. És internacional amb la selecció del Marroc.
Format a l'Académie Mohammed VI de football, prop de Rabat, el 2015 En-Nesyri va fitxar pel Màlaga CF. La primera temporada la va jugar al filial malagueny, a la Tercera Divisió, fins que a la temporada següent, la 2016-17, la va disputar amb el primer equip a Primera Divisió. El 2018, En-Nesyri va signar contracte per cinc anys amb el CD Leganés de primera divisió, on va jugar 53 partits i va marcar 15 gols. El gener del 2020 va fitxar pel Sevilla FC, de la mateixa categoria, per 20 milions d'euros i per cinc anys. Amb el club andalús va guanyar la Lliga Europa de la UEFA del 2020.
En-Nesyri va ser internacional amb la selecció del Marroc sub20. En 7 partits va marcar 3 gols. El 2016 va debutar amb la selecció absoluta. El 2017 i el 2019 va participar en la Copa d'Àfrica de Nacions, el 2018 a la Copa del Món de Rússia i el 2022 a la Copa del Món de Qatar. Als quarts de final, un gol seu va eliminar la selecció de Portugal, fet que classificà el seu país per a les semifinals, i convertí la selecció del Marroc en la primera del continent africà a disputar les semifinals d'un Mundial.

## Palmarès
Sevilla FC
- Lliga Europa de la UEFA: 2019-20,[11] 2022-23[12]